# Венская и Австрийская епархия
Венская и Австрийская епархия (нем. Wiener und Österreichische Diözese) — епархия Русской православной церкви. Объединяет приходы на территории Австрии.
Кафедральный город — Вена. Кафедральный собор — Никольский (Вена).

## История
В июне 1946 года архиепископом Венским, викарием патриаршего экзарха в Западной Европе, был назначен архиепископ Сергий (Королёв). 21 октября того же года архиепископ Сергий был утверждён экзархом Средне-Европейским на правах епархиального архиерея, а в 1948 году переведён в Берлин.
В 1951 году в Вене было учреждено благочиние, а в 1962 году оно было преобразовано в епархию. Епископ Герман (Тимофеев) (1970—1974) благословил произнесение отдельных частей Божественной литургии и проповедей на немецком языке.
Решением Синода от 11 июня 1993 года в состав епархии был включён перешедший из юрисдикции Русской православной церкви заграницей приход в городе Граце.
В бытность на кафедре епископа Павла (Пономарёва) (1999—2003) в его ведение поступило также православное благочиние в Венгрии, преобразованное 20 апреля 2000 года в самостоятельную Будапештскую епархию, причём епископ Павел получил титул «Венского и Будапештского» и управлял обеими кафедрами.
Следующий архиерей, Иларион (Алфеев), вновь титулуется «епископом Венским и Австрийским», являясь также временным управляющим Будапештской епархией. Расширение деятельности епархии на новые приходы относится к 2000-м годам — с мая 2004 года постоянное пастырское окормление получил Покровский приход в Граце, с июня того же года — приход в Линце, на 2005 год намечалось возобновление регулярных богослужений в Лазаревском кладбищенском храме.
Прихожане епархии принадлежат к разным национальностям — в том числе русские, украинцы, белорусы, молдаване, коренные австрийцы, а также грузины. Богослужения в приходах епархии совершаются на славянском и немецком языках. В связи со значительным увеличением числа эмигрантов из стран бывшего СССР возможно в ближайшие годы создание приходов и в других городах Австрии.
7 марта 2012 года власти Австрии официально утвердили юридический статус Венской епархии Русской православной церкви.

## Приходы
В состав Венско-Австрийской епархии входят следующие приходы:
- кафедральный собор святителя Николая Чудотворца (Вена);
- храм святого праведного Лазаря Четверодневного на Центральном кладбище (Вена);
- приход Покрова Пресвятой Богородицы (Грац);
- приход Покрова Пресвятой Богородицы (Иннсбрук);
- храм святого Архистратига Божия Михаила (Ла-ан-дер-Тайя);
- приход во имя святых Новомучеников и Исповедников Российских (Линц);
- община Святого Ипполита Римского (Санкт-Пельтен).

## Епископы
- Сергий (Королёв) (7 июня 1946 — 17 ноября 1948)
- Филарет (Денисенко) (16 ноября 1962 — 22 декабря 1964)
- Варфоломей (Гондаровский) (22 декабря 1964 — 7 июля 1966)
- Ионафан (Кополович) (7 июля 1966 — 7 октября 1967) в/у, еп. Тегельский
- Мелхиседек (Лебедев) (7 октября 1967 — 25 июня 1970)
- Герман (Тимофеев) (25 июня 1970 — 3 сентября 1974)
- Викторин (Беляев) (3 сентября 1974 — 13 марта 1975)
- Ириней (Зуземиль) (13 марта 1975 — 26 июля 1999)
- Павел (Пономарёв) (28 декабря 1999 — 7 мая 2003)
- Иларион (Алфеев) (7 мая 2003 — 31 марта 2009)
- Марк (Головков) (31 марта 2009 — 22 октября 2015) в/у, архиеп. Егорьевский
- Тихон (Зайцев) (22 октября 2015 — 28 декабря 2017), еп. Подольский
- Антоний (Севрюк) (28 декабря 2017 — 30 мая 2019)
- Иоанн (Рощин) (30 мая 2019 — 14 марта 2020)
- Алексий (Заночкин) (с 14 марта 2020) в/у до 13 октября 2022